# Отворено првенство Србије у тенису 2021.
Отворено првенство Србије 2021 (познато и под називом Србија опен 2021) је тениски турнир који припада АТП серији 250. Турнир ће се одржати на теренима тениског центра Новак у Београду, Србија од 19. до 25. априла 2021. године.

## О турниру
Отворено првенство Србије у тенису се претходно одржавало у периоду од 2009. до 2012. године. Враћањем лиценце Асоцијацији тениских професионалаца 2013. године, Србија опен престао је да постоји.
Преузимањем лиценце од Будимпешта опена, Србија опен се вратио на календар турнира АТП серије 250 после девет година. Лиценца ће важити од 2021. до 2025. године уз могућност откупа.
Од 12. до 17. априла, у недељи пред турнир ће у Београду бити одржан и АТП Челенџер 125.
Турнир ће имати и хуманитарни аспект јер ће организатори за сваки одсервирани ас донирати одређену своту новца у хуманитарне сврхе.
Пренос ће у Србији бити омогућен на каналима РТС и Арена спорт.

## Учесници[5]
| Држава    | Играч            | Rанг1 | Носилац |
| --------- | ---------------- | ----- | ------- |
| Србија    | Новак Ђоковић    | 1     | 1       |
| Аустрија  | Доминик Тим      | 4     | 2       |
| Италија   | Матео Беретини   | 10    | 3       |
| Француска | Гаел Монфис      | 13    | 4       |
| Русија    | Аслан Карацев    | 28    | 5       |
| Србија    | Душан Лајовић    | 29    | 6       |
| Србија    | Филип Крајиновић | 36    | 7       |
| Мађарска  | Мартон Фучович   | 40    | 8       |

1 Пласман на АТП листи 05. априла 2021. године

## Новчане награде[5]
| Резултат                | Новчана награда | АТП поени |
| ----------------------- | --------------- | --------- |
| Победа                  | 100.225€        | 250       |
| Финале                  | 58.885€         | 150       |
| Полуфинале              | 34.710€         | 90        |
| Четвртфинале            | 19.840€         | 45        |
| Осмина финала           | 11.480€         | 20        |
| Шеснаестина финала      | 6.710€          | 0         |
| Квалификација           |                 | 12        |
| Квалификације - 3. коло |                 | 0         |
| Квалификације - 2. коло | 3.280€          | 6         |
| Квалификације - 1. коло | 1.705€          | 0         |

## Претходни победници
| Година     | Шампион          | финалиста        | Резултат           |
| ---------- | ---------------- | ---------------- | ------------------ |
| 2009       | Новак Ђоковић    | Лукаш Кубот      | 6–3, 7–6(0)        |
| 2010       | Сем Квери        | Џон Изнер        | 3–6, 7–6(4), 6–4   |
| 2011       | Новак Ђоковић    | Фелисијано Лопез | 7–6(4), 6–2        |
| 2012       | Андреас Сепи     | Беноа Пер        | 6–3, 6–2           |
| 2013—2020. | Није се одржавао | Није се одржавао | Није се одржавао   |
| 2021.      | Матео Беретини   | Аслан Карацев    | 6:1, 3:6, 7:6(7:0) |